# Elenovo, Tărgoviște
Elenovo (în bulgară Еленово) este un sat în comuna Popovo, regiunea Tărgoviște,  Bulgaria. 

## Demografie
Componența etnică a satului Elenovo
     Nicio identificare (72,49%)
     Turci (5,2%)
     Bulgari (22,3%)
     Romi (0%)
La recensământul din 2011, populația satului Elenovo era de 269 locuitori. Nu există o etnie majoritară, locuitorii fiind bulgari (22,3%) și turci (5,2%). Pentru 72,49% din locuitori nu este cunoscută apartenența etnică.